# 狗眠地
狗眠地是中国广东省广州市从化区的一个自然村。在太平镇北面约2000米，属太平村管辖。清朝建村。1998年时，全村人口179人。